# 11109 Iwatesan
11109 Iwatesan è un asteroide della fascia principale. Scoperto nel 1995, presenta un'orbita caratterizzata da un semiasse maggiore pari a 2,8741653 UA e da un'eccentricità di 0,0661282, inclinata di 1,10785° rispetto all'eclittica.